# Memecylon mayottense
Memecylon mayottense är en tvåhjärtbladig växtart som beskrevs av R.D. Stone. Memecylon mayottense ingår i släktet Memecylon och familjen Melastomataceae. Inga underarter finns listade i Catalogue of Life.